# So glücklich war ich noch nie
So glücklich war ich noch nie ist ein sozialkritischer Spielfilm von Alexander Adolph aus dem Jahr 2009.

## Handlung
Frank Knöpfel versucht, der schönen Kundin einer Boutique einen Mantel, der ihr gefiel, den sie sich aber nicht leisten will, zum Geschenk zu machen, bedient sich dabei freilich einer nicht ihm gehörenden Kreditkarte. Die Polizei wird verständigt, und da es nicht das erste Mal war, bekommt Frank zwei Jahre Knast. Als die abgesessen sind, sucht er seinen ordentlich lebenden Bruder Peter auf, der ihm anbietet, bei ihm zu wohnen. Mit Unterstützung des Bewährungshelfers bekommt Frank einen Job in einer Putzkolonne. Zufällig begegnet er der Kundin aus der Boutique wieder, auf die sein Insistieren durchaus Eindruck gemacht hat. Sie arbeitet unter dem Namen Tanja als Prostituierte für die ebenso liebenswürdige wie brutale Puffmutter Fritzi. Wieder macht Frank Eindruck auf sie, indem er den angebotenen Sex ablehnt und Tanja stattdessen eine Kette aus blauen Steinen schenkt. Dummerweise gehört die Kette aber seiner Schwägerin Marie, Fritzi wittert Ärger mit einem verliebten Kunden und schickt ihre Loddel los, die versehentlich Peter brutal zusammenschlagen. Peter arbeitet in der Werbung für Schlickenrieder, den Geschäftsführer einer politisch liberalen Gruppe. Frank übernimmt es nun, Schlickenrieder zufrieden zu stellen, was ihm durch Hochstapelei über alle Maßen gut gelingt. Zugleich ergaunert er Mietvorauszahlungen für eine ihm nicht gehörige Penthouse-Wohnung, deren Besitzer, ein international tätiger Menschenrechtler, in Russland weilt, und bekommt so das Geld zusammen, um die bei Fritzi angeblich hochverschuldete Tanja freizukaufen, beeindruckt die Loddel aber mit seinen Russischkenntnissen so heftig, dass sie ihm das Geld in der Annahme, er gehöre zur Russenmafia, zurückgeben. Auf der Terrasse des Penthouse stehend, schmieden Frank und Tanja, die in Wirklichkeit Hannelore heißt, Zukunftspläne und Frank spricht die Titelzeile des Films, während unten bereits die Polizei anrückt.

## Hintergrund
Das Spielfilmdebüt von Alexander Adolph, der sich in dem Dokumentarfilm Die Hochstapler bereits eingehend mit Psychogrammen von Betrügern befasst hat, wurde 2009 im Wettbewerb des Filmfestivals Max Ophüls Preis uraufgeführt. Der von Eikon in Koproduktion mit dem ZDF und in Zusammenarbeit mit ARTE Deutschland hergestellte Film kam am 9. April 2009 in die deutschen Kinos, wo er etwa 30.000 Besucher erreichte. Die Initialen von Frank Knöpfel sollen nicht zufällig mit denen von Felix Krull übereinstimmen.

## Kritiken
- „Es wäre leicht gewesen, diesen potenziellen Opfern mit Schadenfreude zu begegnen, doch dafür sind diese Nebenrollen viel zu plastisch gearbeitet. Dieser Reichtum in den Nebenfiguren macht den Film in positivem Sinne altmodisch – als wär's ein Stück von Zuckmayer. Zugleich wertet der Spielfilmdebütant seinen Text jedoch auf mit einem messerscharfen Blick auf das liberale Berlin von 2008.“ Daniel Kothenschulte, Frankfurter Rundschau, 9. April 2009
- „Adolph gelingt es, sich aufs Zeigen zu beschränken, wo andere psychologisieren würden. Er zeigt den Charme, der Knöpfel manchmal als modernen Felix Krull erscheinen lässt und manchmal als deutsche Ausgabe von Leonardo DiCaprios Figur in „Catch Me If You Can“. Er zeigt auch Knöpfels Opfer, die oft selbst schuld sind in ihrer Leichtgläubigkeit, wie sein Bruder (Jörg Schüttauf), ein spießiger Softie. Und er zeigt Tanja, die Prostituierte, in die sich Knöpfel verliebt. Die Hure und der Gangster – das ist ein billiges Kinomärchen. Aber es wird glaubwürdig im beeindruckenden Spiel von Nadja Uhl, in ihrem fassungslosen Blick, mit dem sie Knöpfels Spiel durchschaut. Irgendwann ist ihr das dennoch egal. Wahres Glück kann, wie man sieht, auch in einer Lüge liegen.“ Rüdiger Suchsland, Frankfurter Allgemeine Zeitung, 9. April 2009
- „Auch die Hure mit dem großen Herzen und der Gauner mit dem kleinen Glück: Sie wären Klischee, wenn da nicht die immer bezaubernde Nadja Uhl und der in dieser Rolle besonders grandiose Devid Striesow wären. Sie machen, dass man diesen verlorenen Schauspielerchen des Lebens gerne zusieht, bis zum süßbitteren Ende. SO GLÜCKLICH WAR ICH NOCH NIE preist die Wahrhaftigkeit. Die Moral von der Moritat aber klingt anders nach: Ohne Lügen ist das Leben nicht auszuhalten. Und erst recht nicht, ohne dass man selber an sie glaubt.“ Jan Schulz-Ojala, Der Tagesspiegel, 7. April 2009

## Auszeichnungen
Dieter Schleip erhielt 2009 den Filmmusikpreis beim Filmfestival Max Ophüls Preis. Für seine Darstellung des Frank Knöpfel wurde Devid Striesow für den Deutschen Filmpreis in der Kategorie Beste darstellerische Leistung: männliche Hauptrolle nominiert. Die Deutsche Film- und Medienbewertung (FBW) verlieh dem Film das Prädikat wertvoll.